# Phaulodinychus mitis
Phaulodinychus mitis is een mijtensoort uit de familie van de Uropodidae. De wetenschappelijke naam van de soort is voor het eerst geldig gepubliceerd in 1899 door Leonardi.